# Amphicerus tubularis
Amphicerus tubularis är en skalbaggsart som först beskrevs av Henry Stephen Gorham 1883.  Amphicerus tubularis ingår i släktet Amphicerus och familjen kapuschongbaggar. Inga underarter finns listade i Catalogue of Life.